# Sporýš

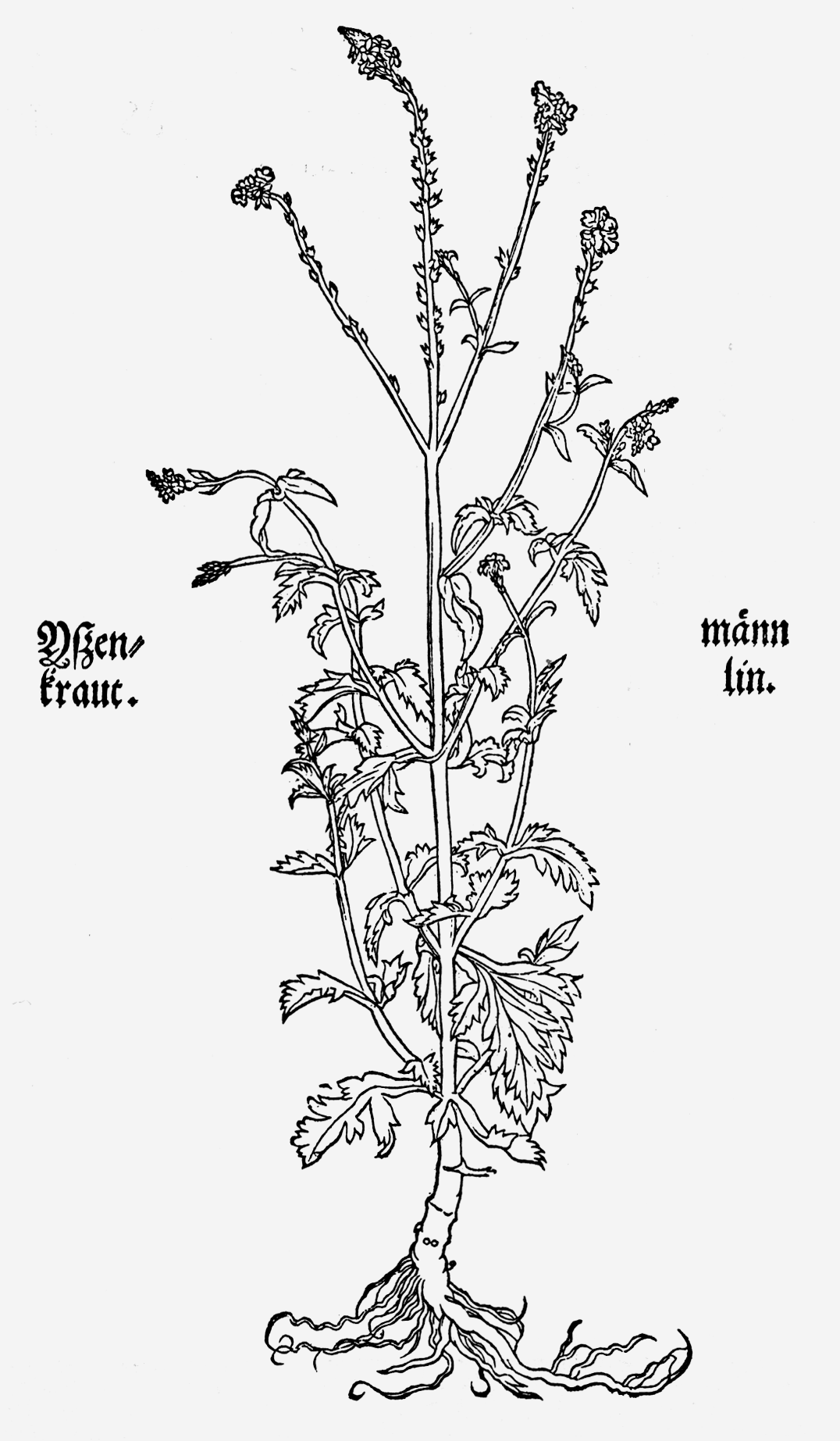
Sporýš lékařský na ilustraci z roku 1532

Sporýš (Verbena) je rod rostlin z čeledi sporýšovité. Jsou to byliny a polokeře s křižmostojnými nebo přeslenitými listy a nálevkovitými až řepicovitými květy různých barev, uspořádanými většinou v bohatých vrcholových květenstvích. Květy jsou opylovány hmyzem. Plody se rozpadají na 4 jednosemenné tvrdky. Rod zahrnuje asi 70 druhů a je rozšířen převážně v Americe. Ve Starém světě rostou pouze 3 původní druhy, z nichž 2 jsou zastoupeny v Evropě. V České republice roste pouze sporýš lékařský. Řada severo i jihoamerických druhů byla přeřazena do rodu Glandularia.
Nápadně kvetoucí americké druhy a jejich kultivary a kříženci, jichž bylo vyšlechtěno velké množství, jsou pěstovány jako okrasné letničky (sporýš zahradní) či trvalky. V zahradnické praxi se často označují jako verbeny. Názvem citronová verbena je nazývána jiná rostlina ze stejné čeledi, aloisie citronová (Aloysia citriodora), jako sladká verbena se označuje lipie sladká (Lippia dulcis). Sporýše obsahují iridoidní glykosidy a další účinné látky a ve velkých dávkách mohou být jedovaté. Sporýš lékařský, severoamerický sporýš modrý a řada dalších druhů jsou využívány v bylinném léčení.

## Popis
Sporýše jsou jednoleté nebo vytrvalé, nearomatické byliny a polokeře se vzpřímenými, vystoupavými nebo poléhavými lodyhami. Stonky jsou většinou více či méně čtyřhranné, lysé nebo chlupaté.
Listy jsou jednoduché, vstřícné, většinou křižmostojné nebo výjimečně přeslenité, s různě zubatým či laločnatým okrajem nebo u některých zástupců i celokrajné.
Květy jsou oboupohlavné, lehce dvoustranně souměrné, přisedlé nebo jen kratičce stopkaté, v rámci květenství jednotlivé a vyrůstající v paždí listenu. Nejčastěji jsou uspořádány ve vrcholových, jednoduchých či složených, nahloučených či prodloužených, mnohokvětých klasech, latách nebo chocholících.
Kalich je trubkovitý, pětihranný, zakončený 5 nestejnými laloky, vytrvalý. Koruna je nejčastěji bílá, růžová, modrá nebo purpurová, lehce dvoustranně souměrná, nálevkovitá až řepicovitá, s válcovitou, přímou nebo lehce prohnutou korunní trubkou, zakončená pětilaločným lemem. Korunní trubka bývá uvnitř více či méně chlupatá.
Tyčinky jsou 4, dvojmocné (2 kratší a 2 delší), s velmi krátkými nitkami nebo přisedlé, přirostlé obvykle asi v polovině korunní trubky a nevyčnívající z květů.
Semeník je svrchní, celistvý nebo čtyřlaločný, srostlý ze dvou plodolistů a rozdělený druhotnou přepážkou na 4 komůrky, v nichž je po 1 vajíčku. Čnělka je krátká, na vrcholu krátce dvoulaločná.
Plod je suchý, poltivý, uzavřený ve vytrvalém kalichu a za zralosti se rozpadající na 4 jednosemenné plůdky (merikarpia), označované jako tvrdky. Semena nemají endosperm.

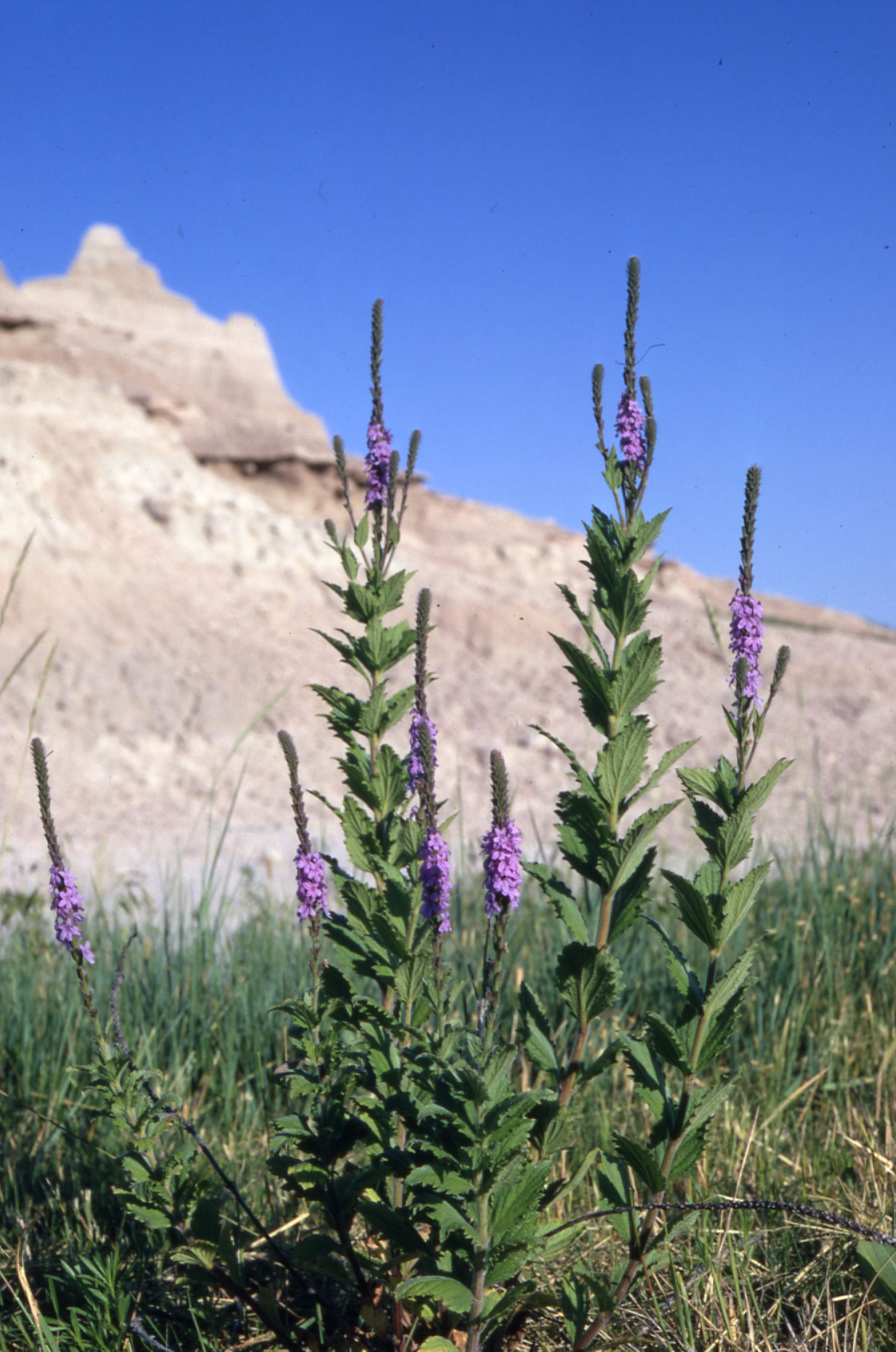
Sporýš Verbena stricta
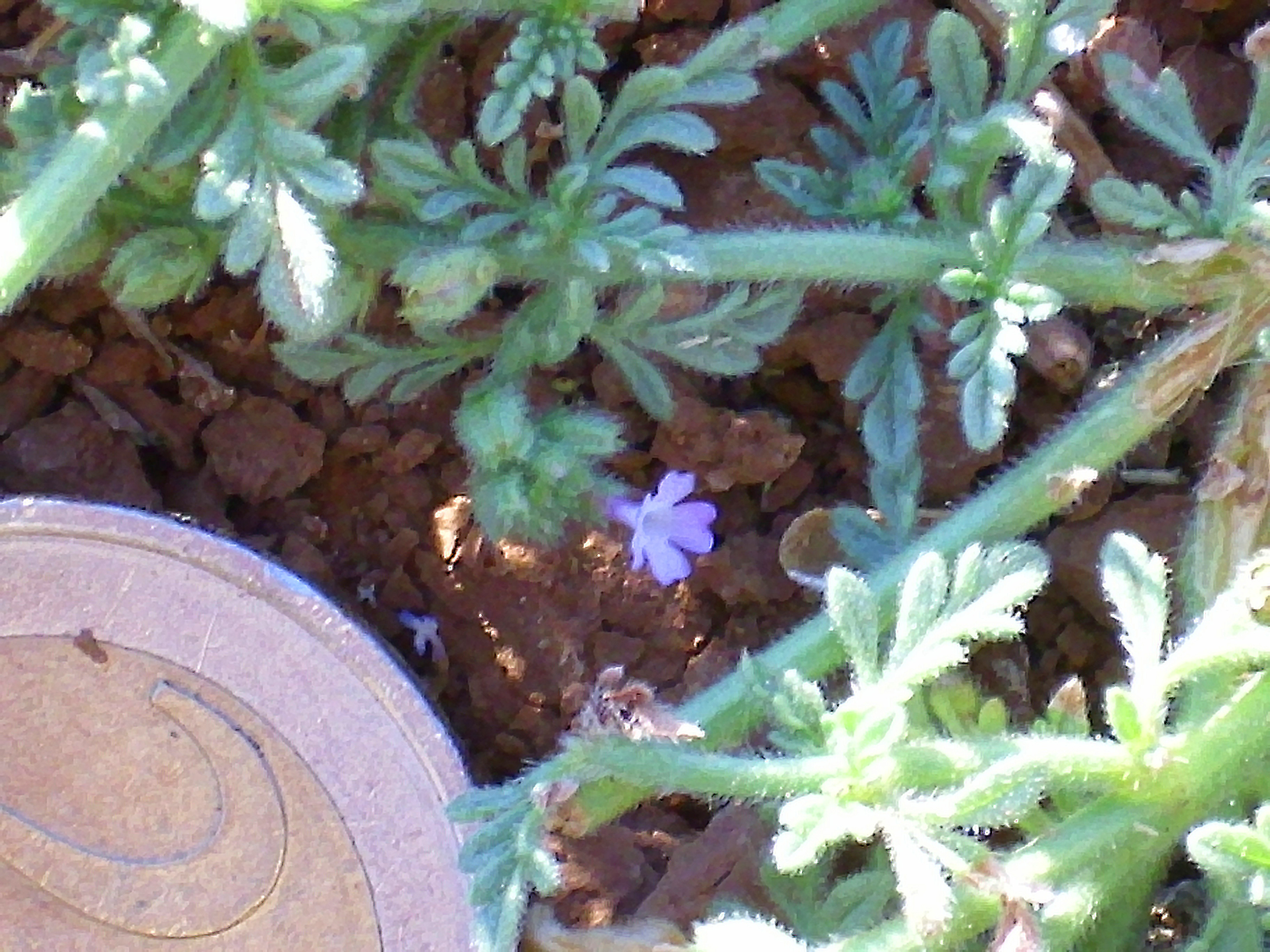
Poléhavý sporýš Verbena supina
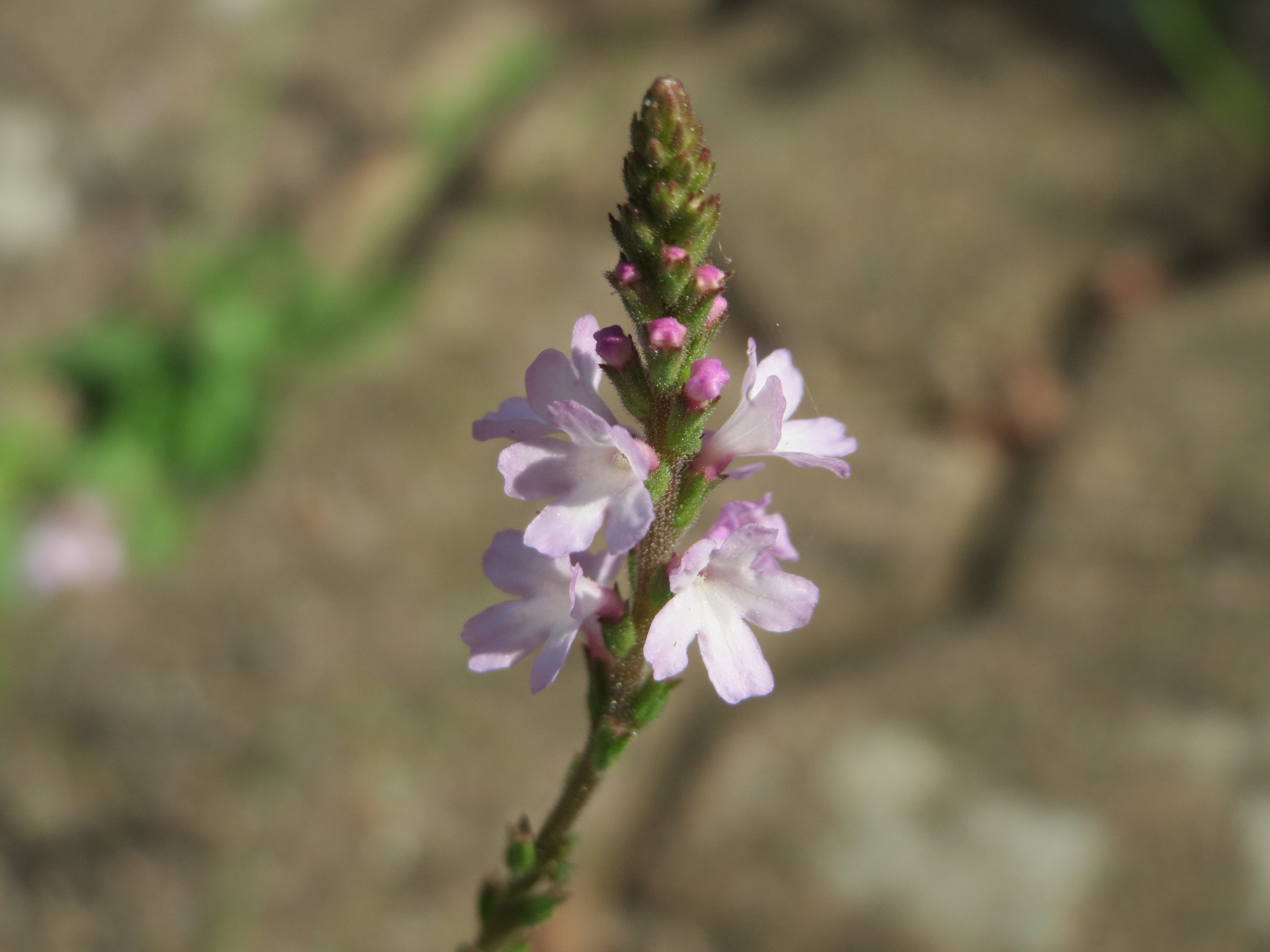
Květenství sporýše lékařského
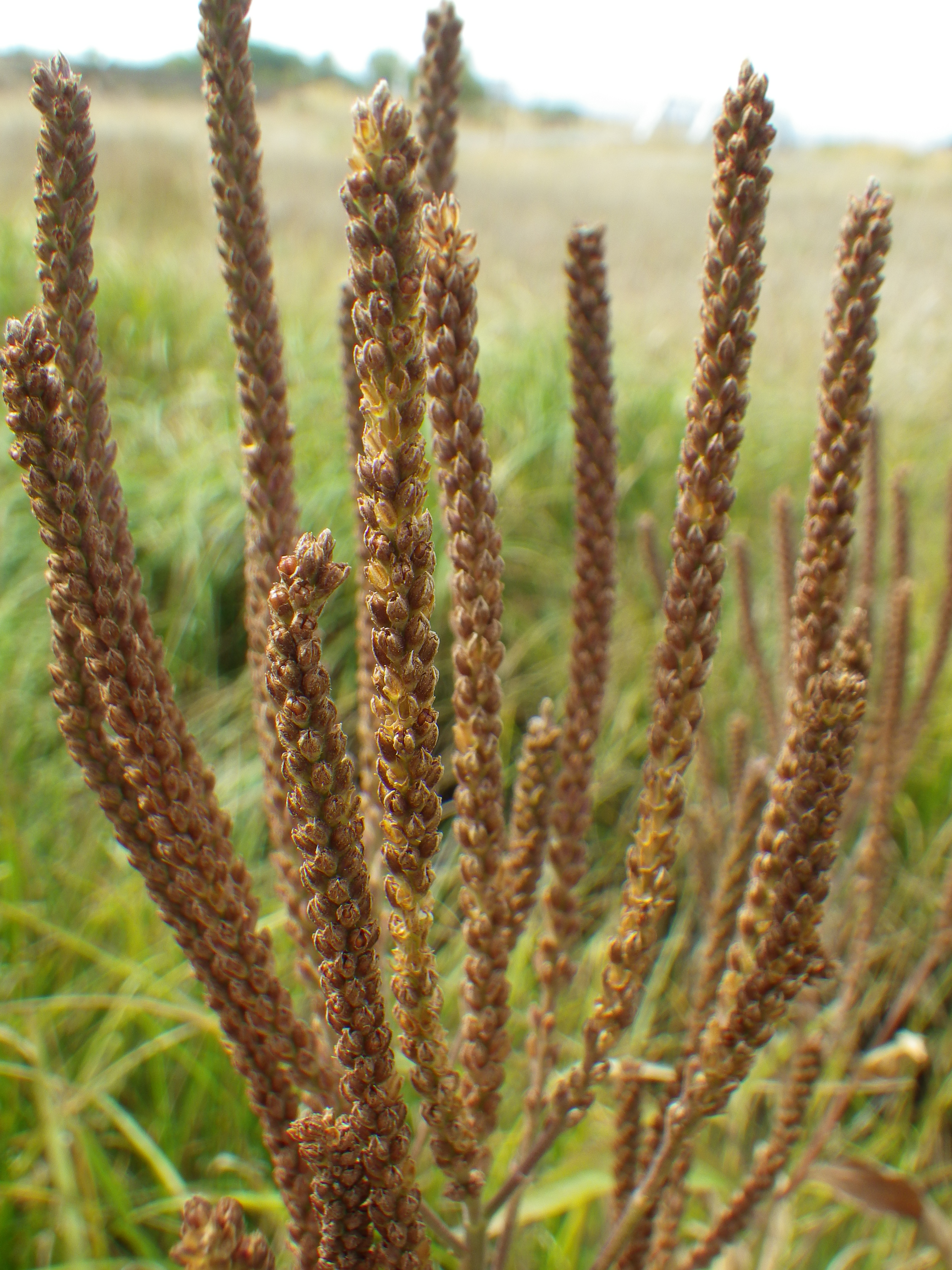
Plodenství sporýše modrého

## Rozšíření
Rod sporýš zahrnuje v současném taxonomickém pojetí asi 57 až 72 druhů a je rozšířen převážně v Americe. Největší počet druhů roste v Mexiku, kde je také nejvyšší míra endemismu. Je odtud udáváno 32 druhů, z toho 14 endemických. Větší počet druhů roste také v Brazílii (zejména jižní a jihovýchodní), USA (23 druhů) a Argentině (16 druhů). Do Kanady zasahuje ze Spojených států celkem 5 druhů, mezi jinými sporýš modrý a sporýš kopřivolistý.
Do Střední Ameriky zasahují 4 druhy, na Karibské ostrovy pouze Verbena scabra. Na Galapágách rostou 4 druhy, z toho dva endemické. Verbena sphaerocarpa je endemit ostrova Socorro, ležícího asi 600 km jzz. od mexických břehů. V nížinné Amazonii není rod zastoupen.
Ze Starého světa jsou udávány pouze 3 původní druhy sporýšů, z nichž dva rostou i v Evropě.
Sporýš lékařský má rozsáhlý areál, sahající od Evropy po jižní Afriku a přes jihozápadní, jižní a východní Asii až po Austrálii. Je to jediný druh rodu, zastoupený i v květeně České republiky. Nízce poléhavý, jednoletý druh Verbena supina je rozšířen od Středomoří po Indii a roste i v zemích Sahelu a východní Africe. Ze středoafrického Čadu byl v roce 1956 popsán endemický druh Verbena dalloniana. Některé pěstované, vesměs jihoamerické druhy v teplejších oblastech Evropy zdomácněly, zejména sporýš argentinský (V. bonariensis) a sporýš tuhý (V. rigida).

## Ekologické interakce

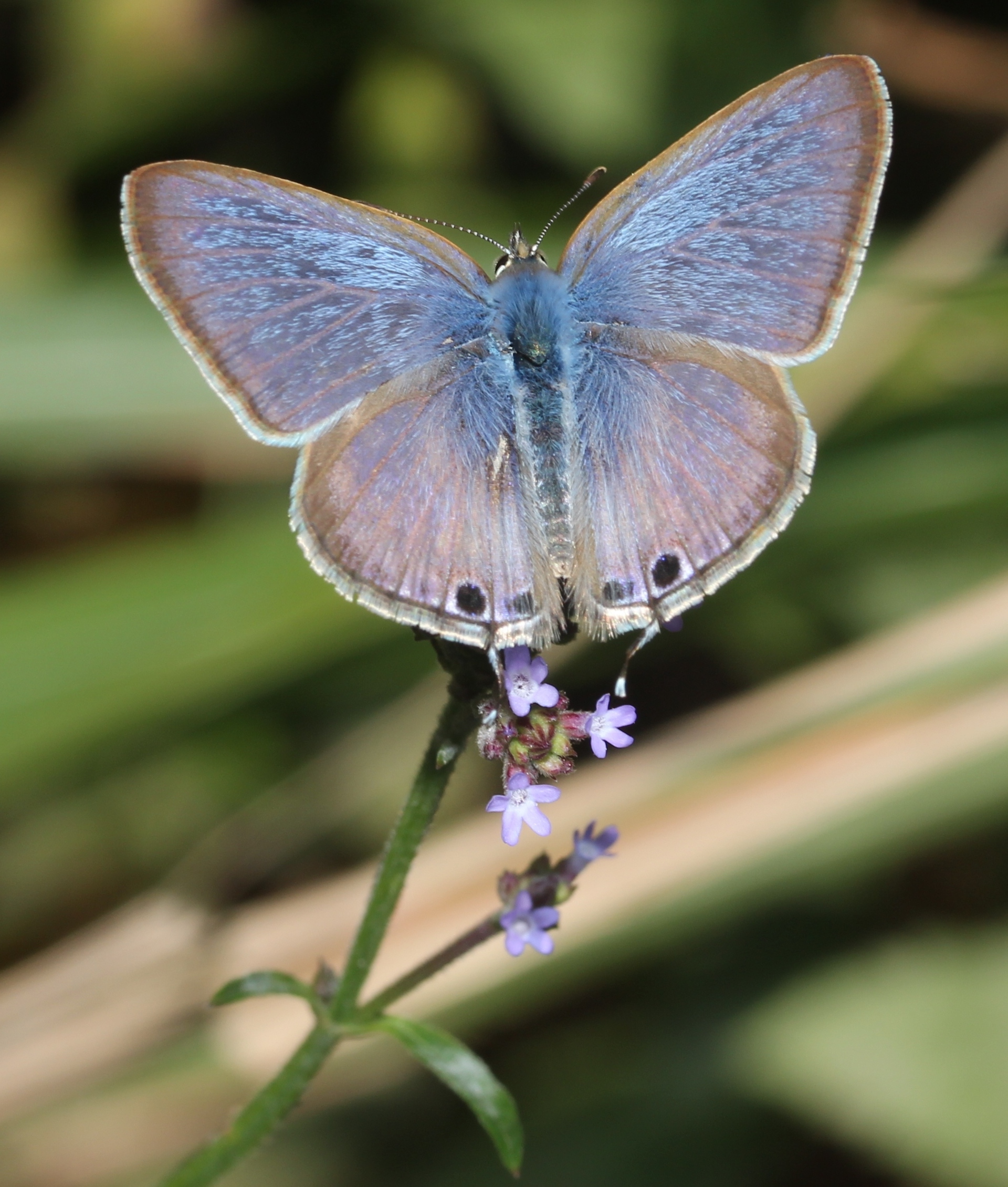
Modrásek cizokrajný (Lampides boeticus) na květech sporýše V. brasiliensis

Květy sporýšů jsou vyhledávány a opylovány širokou paletou různého hmyzu, sbírajícího nektar, případně pyl. Navštěvují je zejména včely, čmeláci, motýli a mouchy. Pyl je na další květy přenášen zpravidla na sosáku.
Včely podrodu Verbenapis rodu Calliopsis, rozšířené v počtu 5 druhů v USA a Mexiku, jsou při získávání potravy vázány výhradně na sporýše. Pyl získávají ze štíhlé korunní trubky prostřednictvím háčkovitých chlupů na předních nohou.
Sporýše jsou živnými rostlinami některých druhů denních i nočních motýlů. Z babočkovitých se na nich v Severní Americe živí housenky Junonia coenia, Junonia evarete a Thessalia theona, v Jižní Americe Ortilia liriope, v Austrálii Junonia villida. Mezi další druhy, které sporýše vyhledávají, patří východní Africe lišaj smrtihlav (Acherontia atropos) a lišaj Basiothea medea, v Severní Americe přástevník Spilosoma virginica a různé menší druhy můr.
Tvrdá semena sporýše lékařského si zachovávají klíčivost i po projití trávicím traktem býložravců.

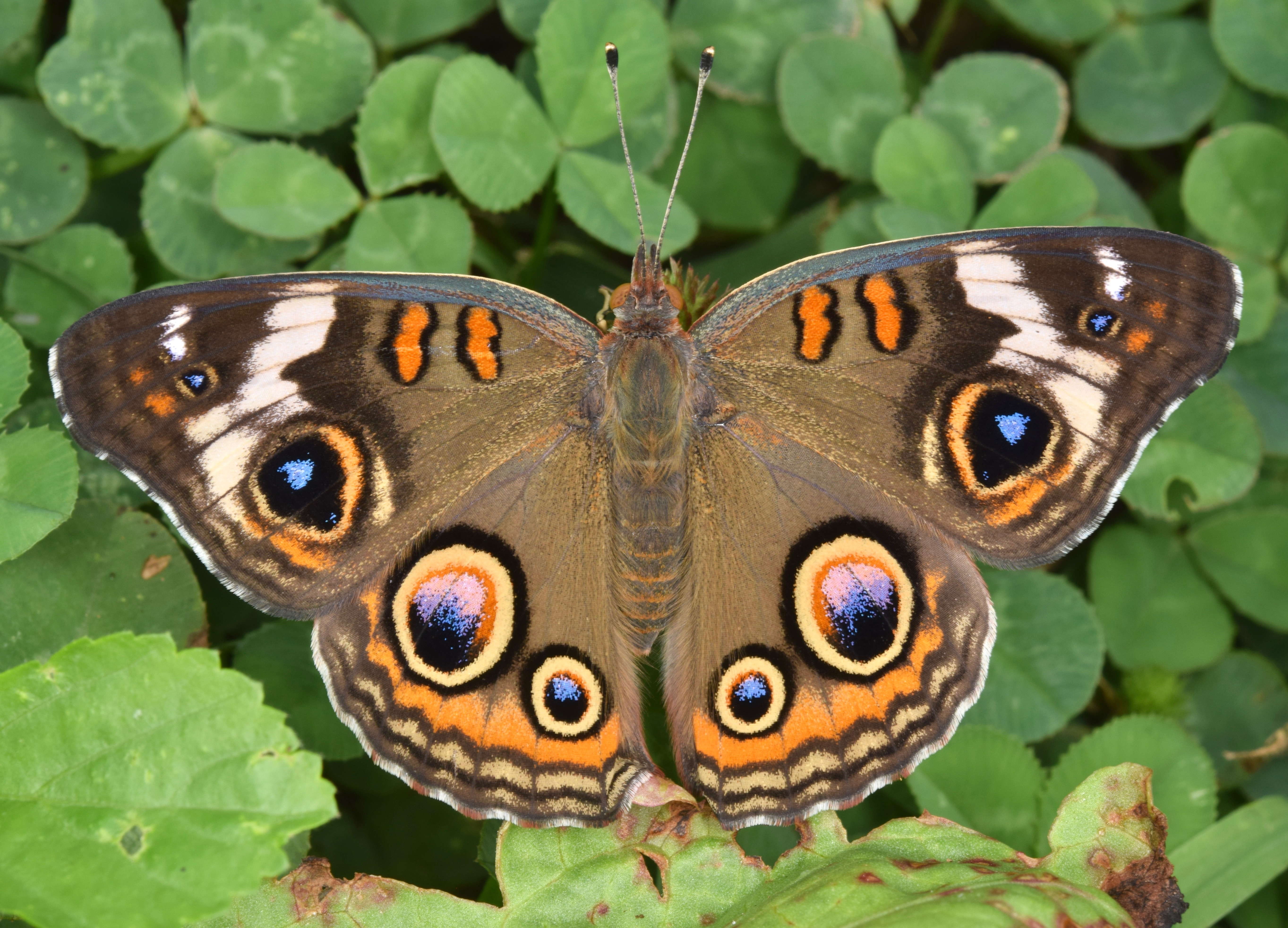
Pohledná severoamerická babočka Junonia coenia
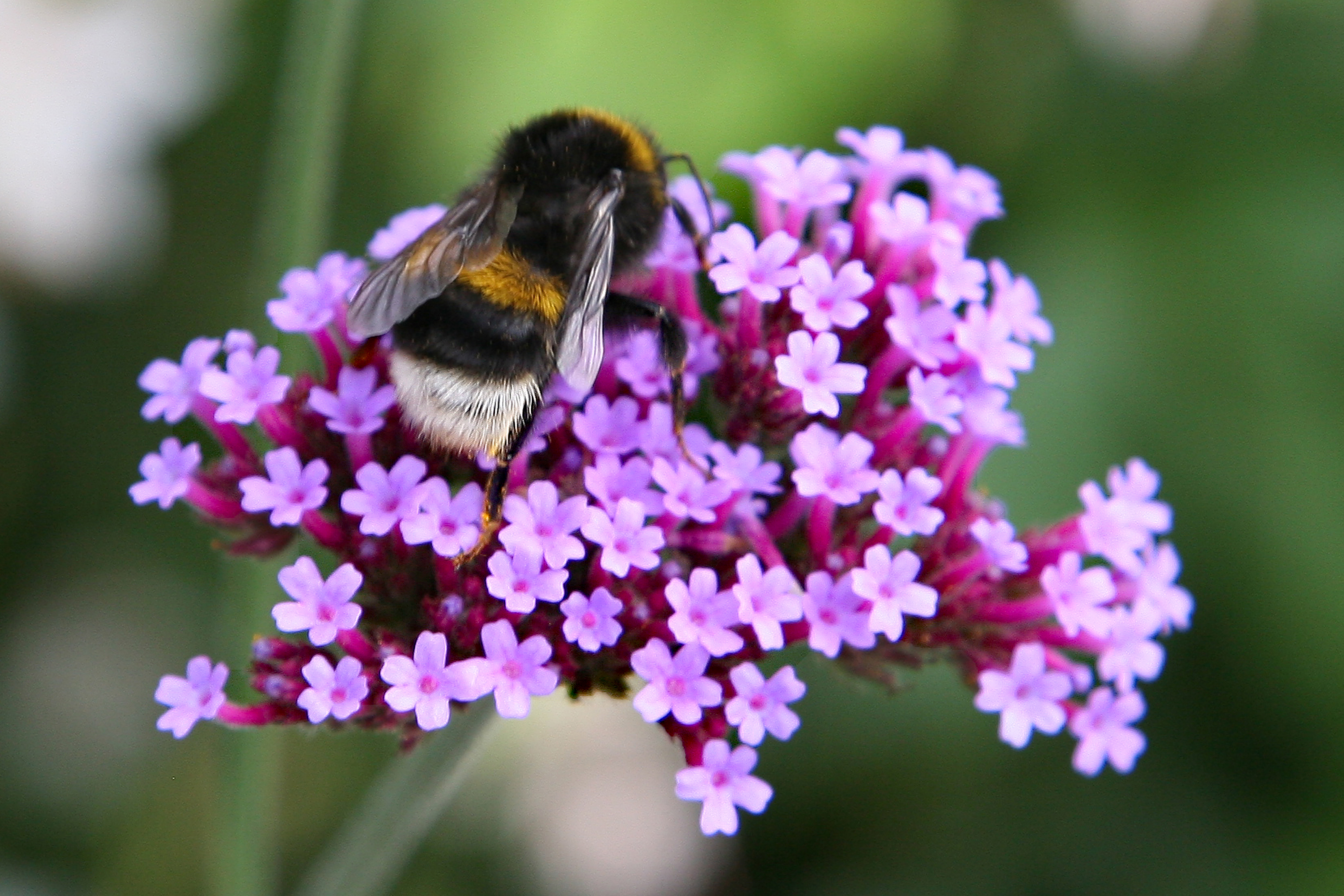
Čmelák na květech sporýše argentinského
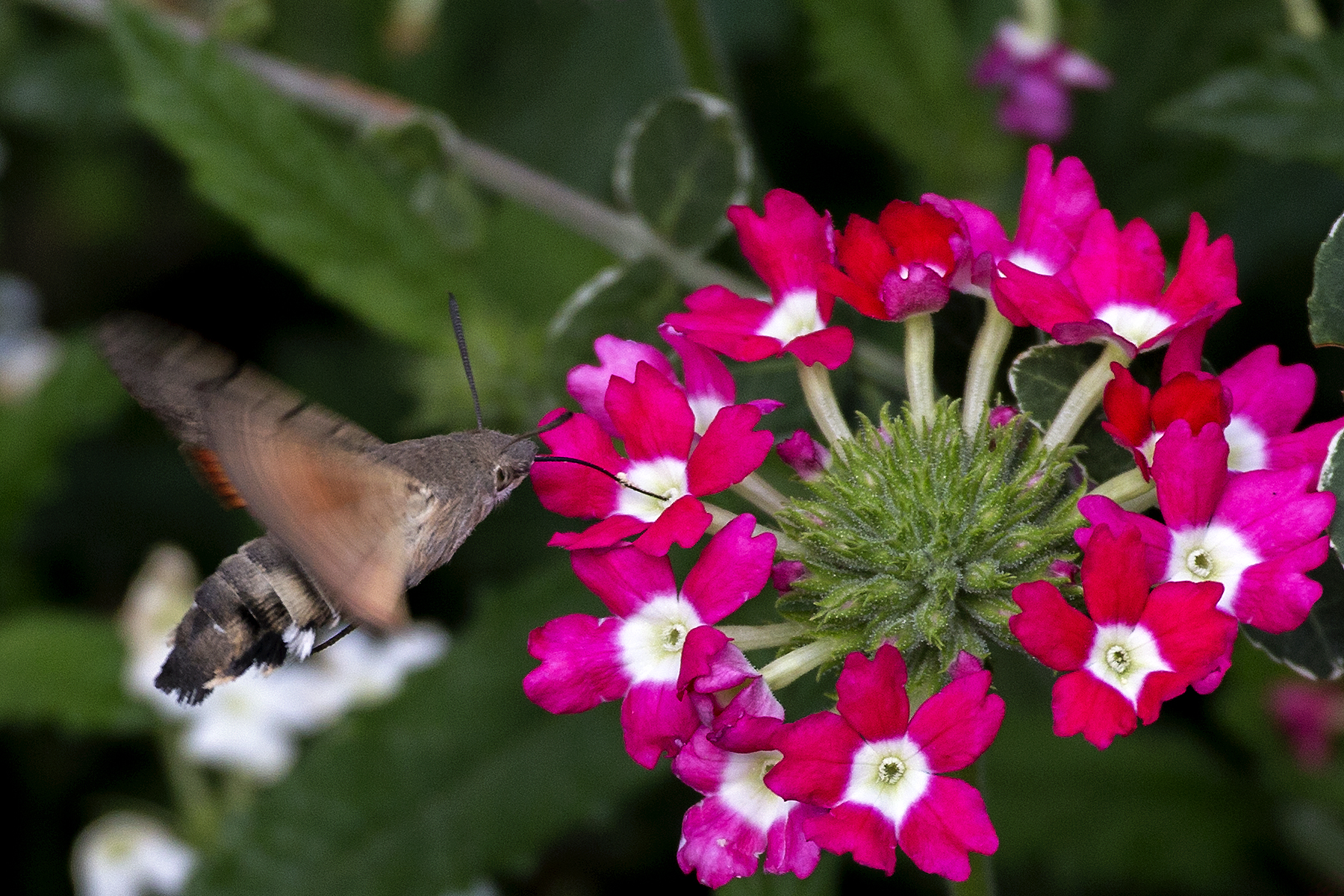
Dlouhozobka svízelová na pěstované verbeně
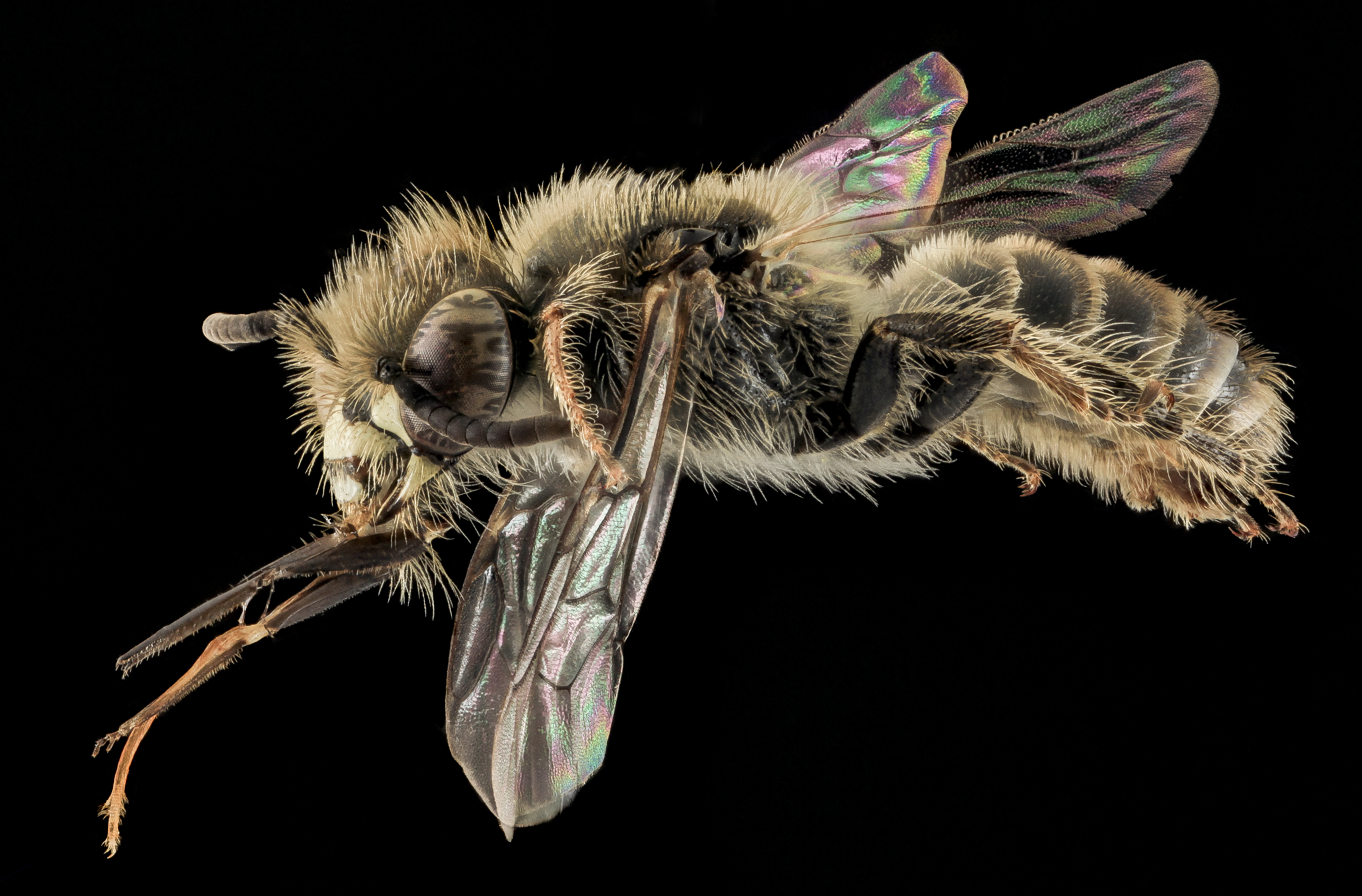
Včela Calliopsis nebraskensis z podrodu Verbenapis

## Obsahové látky a jedovatost

Iridoidní glykosid verbenalin

Hlavními účinnými látkami sporýšů jsou iridoidy.
U sporýše lékařského byly mimo iridoidů a jejich glykosidů (verbenalin, verbeolin, verbeoffilin, hastatosid a jiné) zjištěny dále seko-iridoidní glykosidy (verbanosidy A a B), flavonoidy (luteolin, kempferol, apigenin, kvercetol) a triterpenoidy (lupeol, kyselina ursolová). Iridoid verbenalol, který se uvolňuje z glykosidu verbenalinu působením enzymu emulsinu, má protizánětlivé účinky.
Květy sporýšů jsou zabarvené do fialových a purpurových odstínů díky obsahu antokyanového barviva delfinidinu.
Sporýše zpravidla nejsou uváděny na seznamech jedovatých rostlin.
Vysoké dávky verbenalinu mohou způsobit ochromení centrální nervové soustavy, křeče a stupor. Vzhledem k abortivnímu působení by neměly sporýše užívat těhotné ženy.

## Taxonomie
Rod Verbena je v rámci čeledi Verbenaceae řazen do tribu Verbeneae, zahrnujícího dále rody Glandularia (asi 78 druhů v Severní i Jižní Americe), Junellia (40 druhů v jihoamerických Andách), Mulguraea (11 druhů v jihoamerických Andách) a monotypický rod Hierobotana z Ekvádoru.
Taxonomické pojetí jednotlivých rodů tribu Verbeneae prošlo poměrně komplikovaným vývojem. Původně byly všechny popsané druhy řazeny do rodu Verbena, případně Glandularia. V roce 1940 oddělil H. N. Moldenke část jihoamerických druhů rodu Verbena do nového rodu Junellia. Výsledky fylogenetických studií ukázaly, že daný rod je v klasickém pojetí parafyletický, proto byl v roce 2009 oddělen rod Mulguraea. Nejednoznačné výsledky přinášely molekulární studie v případě rodu Glandularia. Pokud byla analyzována jaderná DNA, vycházel jako monofyletická sesterská větev rodu Verbena, při analýze plastidové DNA se však tento rod jevil jako parafyletický. To vedlo některé taxonomy ke sloučení obou rodů. Jev je vysvětlován mezirodovým přenosem chloroplastů, ke kterému v historii došlo 2x nezávisle na sobě, načež následovala speciace.
Údaje o celkovém počtu druhů rodu Verbena se v různých zdrojích značně liší, což souvisí s velkým množstvím synonymních názvů, a rovněž s rozdíly v pojetí rodu mezi jednotlivými autory. Sporýše se mezi sebou nezřídka samovolně kříží a je známo množství hybridů vzniklých v přírodě i v kultuře. Rovněž oba evropské druhy mohou v oblastech společného výskytu hybridizovat, kříženec se nazývá Verbena ×adulterina.

### Vývojový strom tribuVerbeneae
|  | \| \| rod Verbena (jihoamerické druhy) \| \| \| \| \| \| rod Verbena (severoamerické druhy) \| \| \| \| |
|  | |
|  | rod Glandularia                                                                                         |
|  | |
|  | rod Verbena (jihoamerické druhy)                                                                        |
|  | |
|  | rod Verbena (severoamerické druhy)                                                                      |
|  | |

|  | rod Verbena (jihoamerické druhy)   |
|  |                                    |
|  | rod Verbena (severoamerické druhy) |
|  |                                    |

|  | \| \| rod Verbena (jihoamerické druhy) \| \| \| \| \| \| rod Verbena (severoamerické druhy) \| \| \| \| |
|  | |
|  | rod Glandularia                                                                                         |
|  | |
|  | rod Verbena (jihoamerické druhy)                                                                        |
|  | |
|  | rod Verbena (severoamerické druhy)                                                                      |
|  | |

|  | rod Verbena (jihoamerické druhy)   |
|  |                                    |
|  | rod Verbena (severoamerické druhy) |
|  |                                    |

|  | \| \| rod Verbena (jihoamerické druhy) \| \| \| \| \| \| rod Verbena (severoamerické druhy) \| \| \| \| |
|  | |
|  | rod Glandularia                                                                                         |
|  | |
|  | rod Verbena (jihoamerické druhy)                                                                        |
|  | |
|  | rod Verbena (severoamerické druhy)                                                                      |
|  | |

|  | rod Verbena (jihoamerické druhy)   |
|  |                                    |
|  | rod Verbena (severoamerické druhy) |
|  |                                    |

|  | \| \| rod Verbena (jihoamerické druhy) \| \| \| \| \| \| rod Verbena (severoamerické druhy) \| \| \| \| |
|  | |
|  | rod Glandularia                                                                                         |
|  | |
|  | rod Verbena (jihoamerické druhy)                                                                        |
|  | |
|  | rod Verbena (severoamerické druhy)                                                                      |
|  | |

|  | rod Verbena (jihoamerické druhy)   |
|  |                                    |
|  | rod Verbena (severoamerické druhy) |
|  |                                    |

## Zástupci
- sporýš kanadský (Glandularia canadensis, syn. Verbena canadensis)
- sporýš argentinský (Verbena bonariensis), též sporýš klasnatý
- sporýš kopřivolistý (Verbena urticifolia)
- sporýš ladný (Glandularia tenera, syn. Verbena tenera)
- sporýš laplatský (Glandularia platensis, syn. Verbena platensis)
- sporýš lékařský (Verbena officinalis)
- sporýš modrý (Verbena hastata), též sporýš šípovitý
- sporýš peruánský (Glandularia peruviana, syn. Verbena peruviana)
- sporýš trojzubý (Mulguraea tridens, syn. Verbena tridens)
- sporýš tuhý (Verbena rigida)
- sporýš zahradní (Glandularia × hybrida, syn. Verbena × hybrida)[26][27]

## Význam

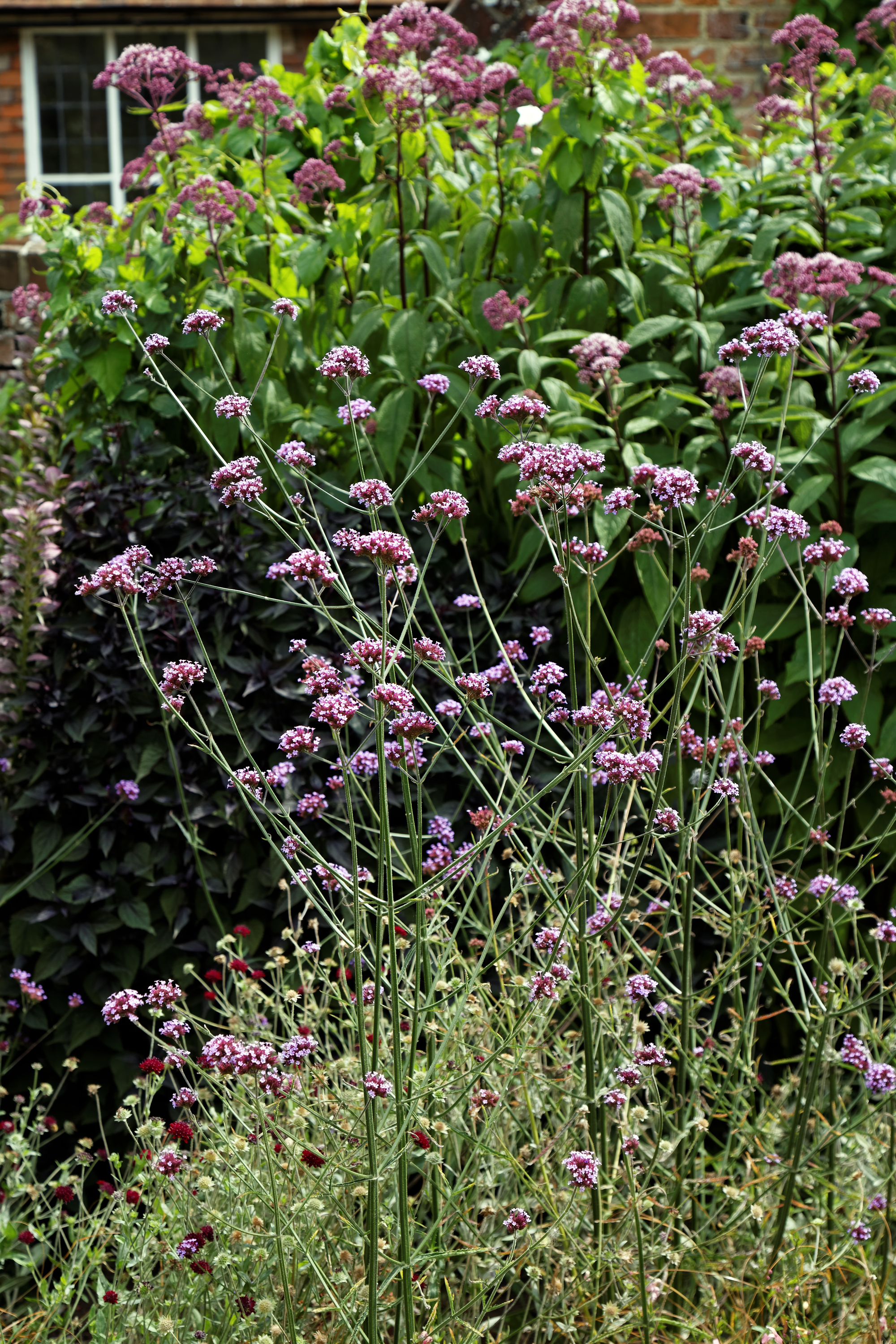
Sporýš argentinský (Verbena bonariensis)

Sporýše se v posledních desetiletích dostaly do popředí zájmu zahradníků a byla vyšlechtěna široká paleta různých kultivarů a hybridů. Sporýš argentinský (V. bonariensis) je vzpřímená trvalka s rozvolněnými květenstvími drobných kvítků, jiné vzpřímeně rostoucí druhy, jako je sporýš modrý (V. hastata), Verbena macdougalii a Verbena stricta, mají květenství stěsnaně klasovitá. Zvláštní oblibě se těší velkokvěté poléhavé sporýše z rodu Glandularia. Sporýš zahradní (Glandularia × hybrida) je souhrnné označení pro skupinu kříženců různých druhů vesměs jihoamerického původu, jako je sporýš peruánský (G. peruviana), sporýš laplatský (G. platensis) a druhy Glandularia phlogiflora a G. incisa. První hybridy vznikly již v 1. polovině 19. století. Jejich obliba začala stoupat v 90. letech 20. století, kdy začaly být uváděny na trh vitální a dlouze kvetoucí, vegetativně množené kultivary s velkými květy atraktivních barev, jako je 'Homestead Purple', 'Temari
Bright Red', 'Fire King', 'Blue Princess' nebo 'Denim Blue'. Ač se jedná o vytrvalou rostlinu, v oblastech mírného pásu je pěstována jako letnička. Bývá vysazována i do velkoplošných letničkových záhonů a do závěsných nádob. Různé kultivary byly vyšlechtěny též od sporýše kanadského (Glandularia canadensis) a druhu Glandularia tenuisecta.

### Lékařství
Sporýš lékařský je prastará léčivá a magická rostlina. Již v keltských dobách byl považován za jednu z nejdůležitějších léčivých a posvátných bylin. V bylinném léčení je používán zejména při jaterních a ledvinových nemocech, a rovněž při lehkých případech neuralgie trojklaného nervu. Listy slouží jako tonikum při nervovém zhroucení. Čerstvá nať je využívána v homeopatii a z květů je v rámci bachovy květové terapie připravována esence.
Ze severoamerických druhů je v lékařství využíván zejména sporýš modrý (V. hastata). Nať se používá proti průjmu, jako analgetikum, ke zmírnění kašle a také k vyvolání potratu. Listy, semena a kořeny se podávají jako emetikum a ke snížení horečky. Nálev z listů pomáhá při bolestech břicha a trávicích potížích, odvar z kořenů slouží proti střevním parazitům.
V domorodé a místní medicíně se využívá řada dalších severoamerických i jihoamerických druhů. Slouží zejména k léčení jaterních chorob (sporýš argentinský), bolestí břicha a zažívacích potíží (V. stricta, V. lasiostachys), menstruačních poruch (sporýš kopřivolistý), ke snížení horečky (V. macdougalii), k omezení plodnosti (V. litoralis) či jako stimulans (sporýš kopřivolistý).

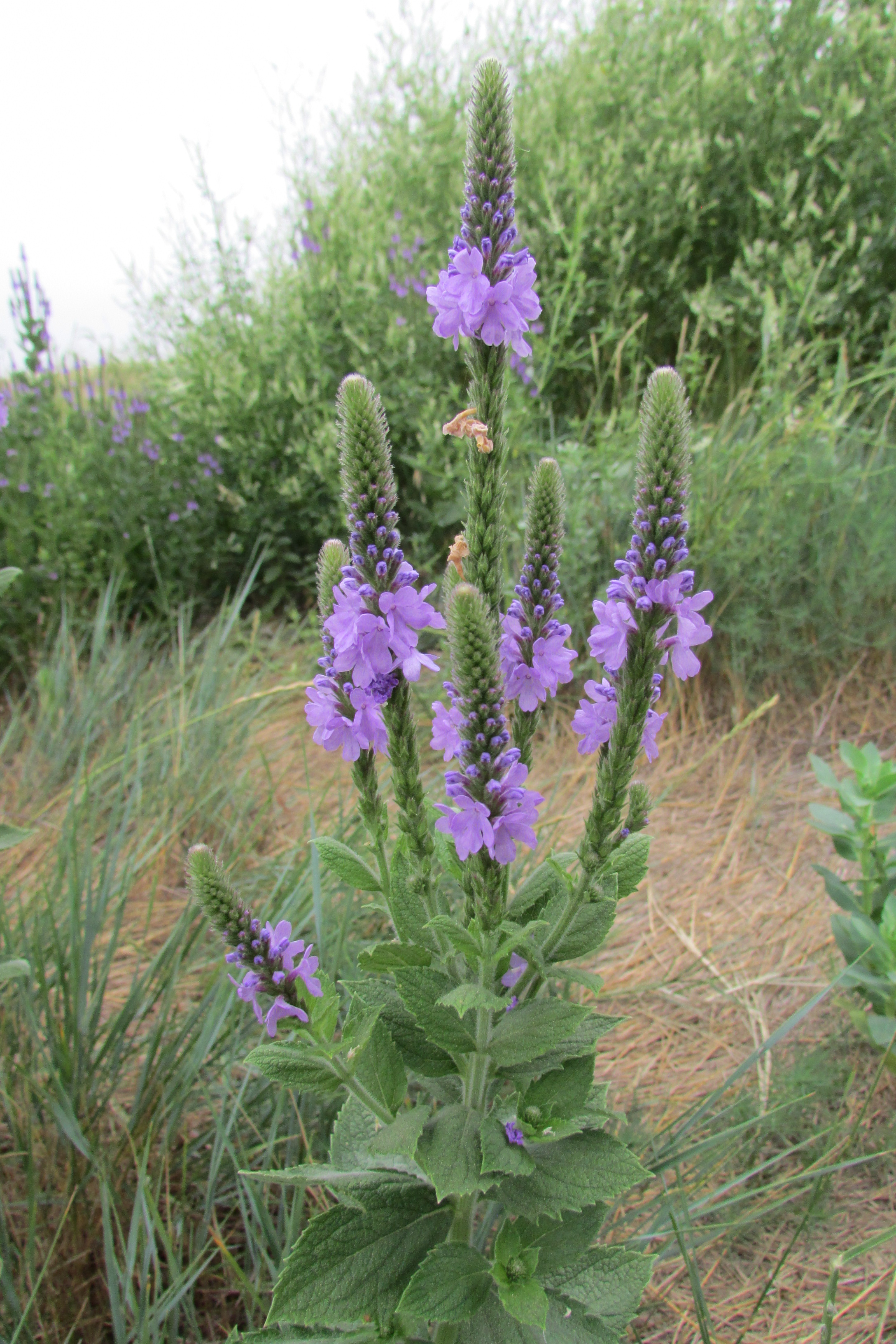
Sporýš Verbena stricta
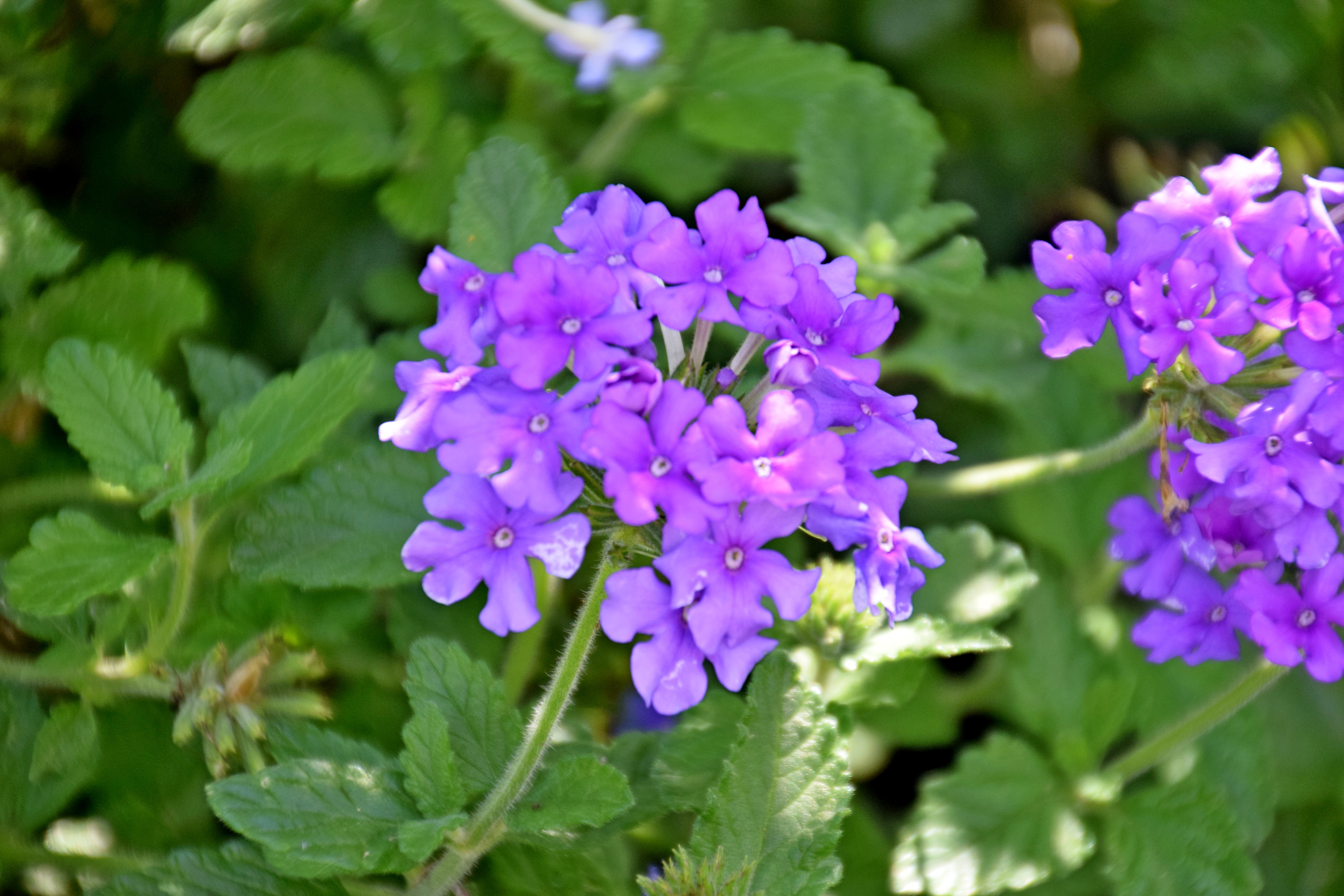
Glandularia 'EnduraScape Blue'
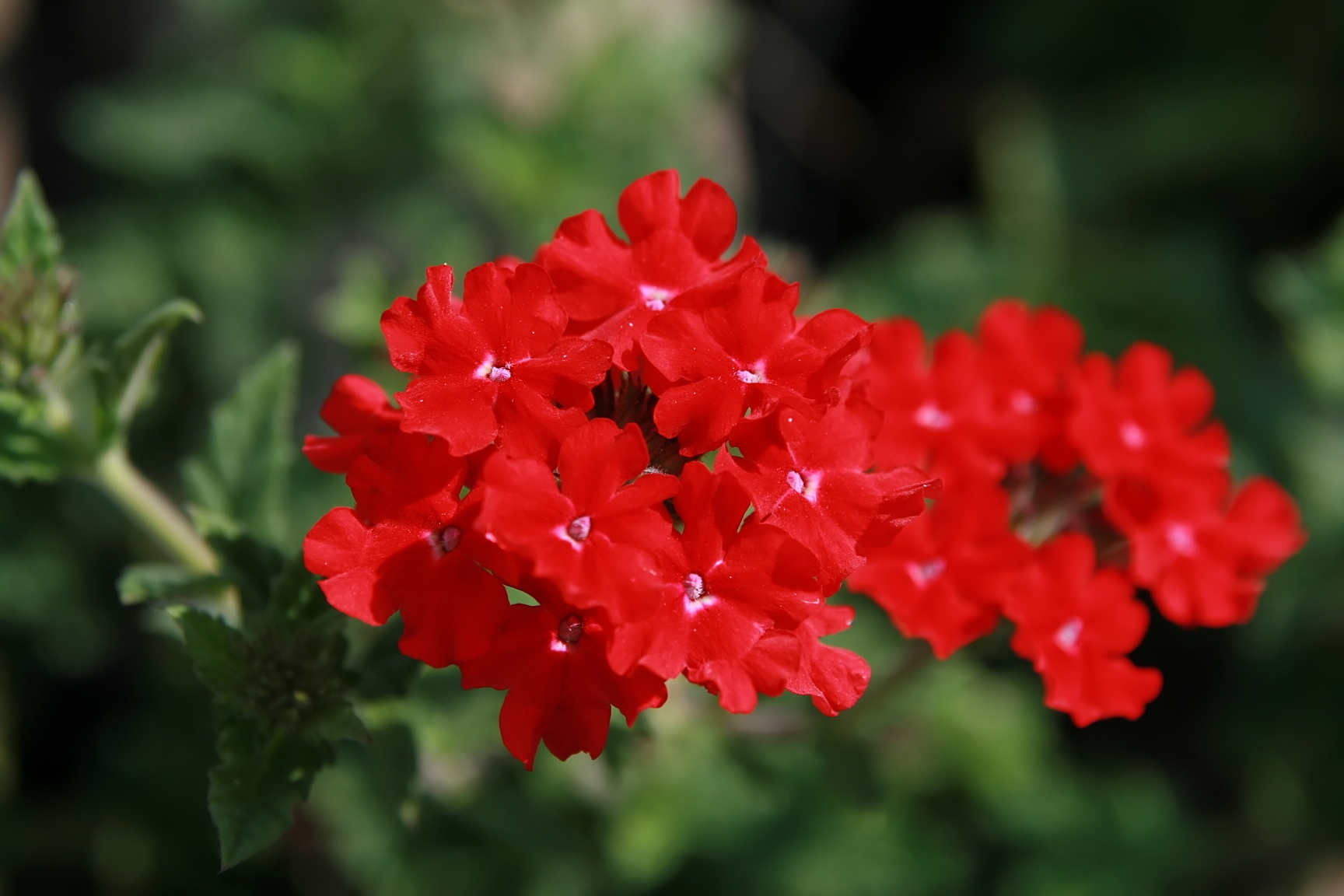
Kultivar sporýše kanadského 'Taylortown Red'
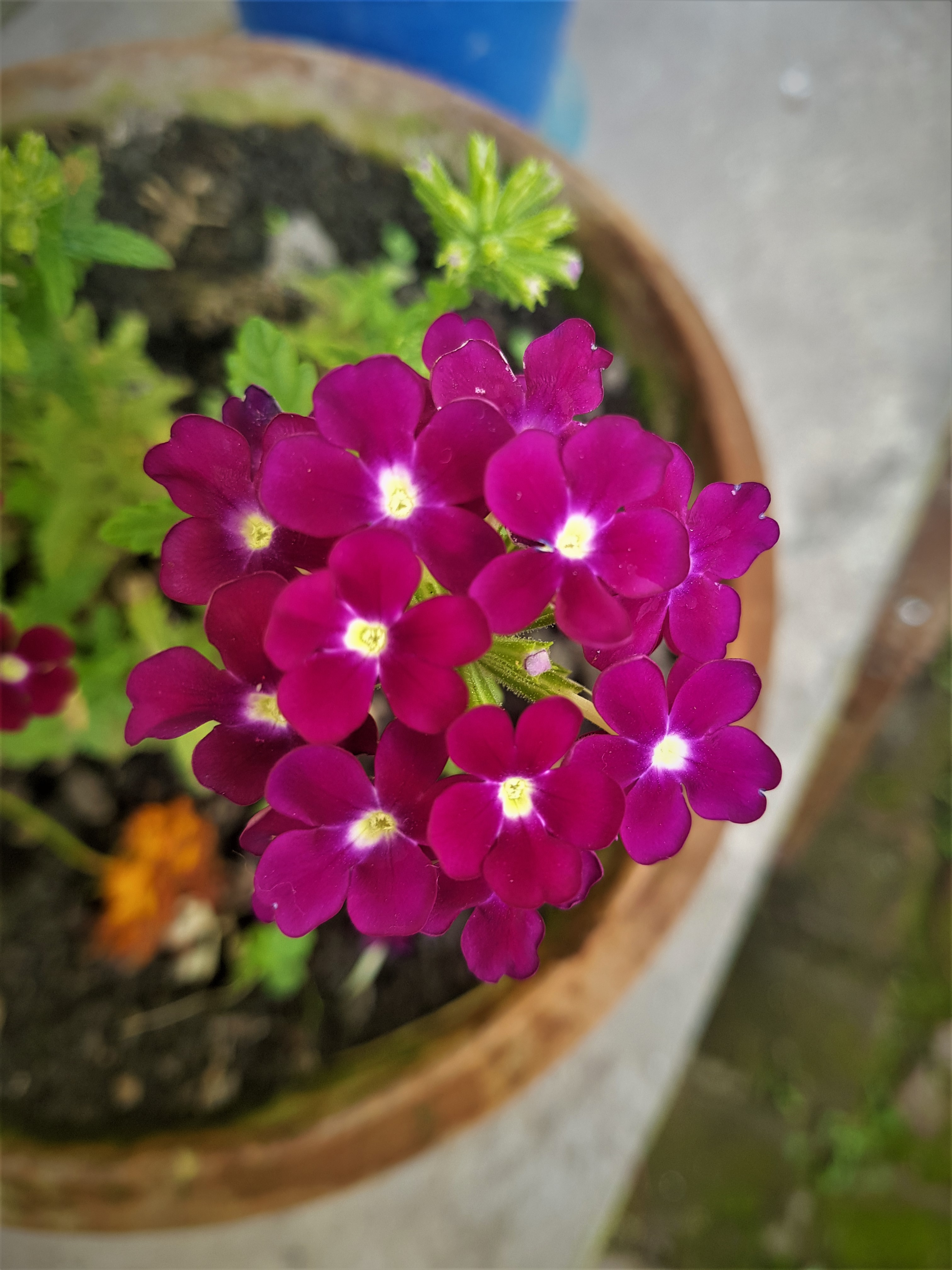
Glandularia 'Cascade Pink'
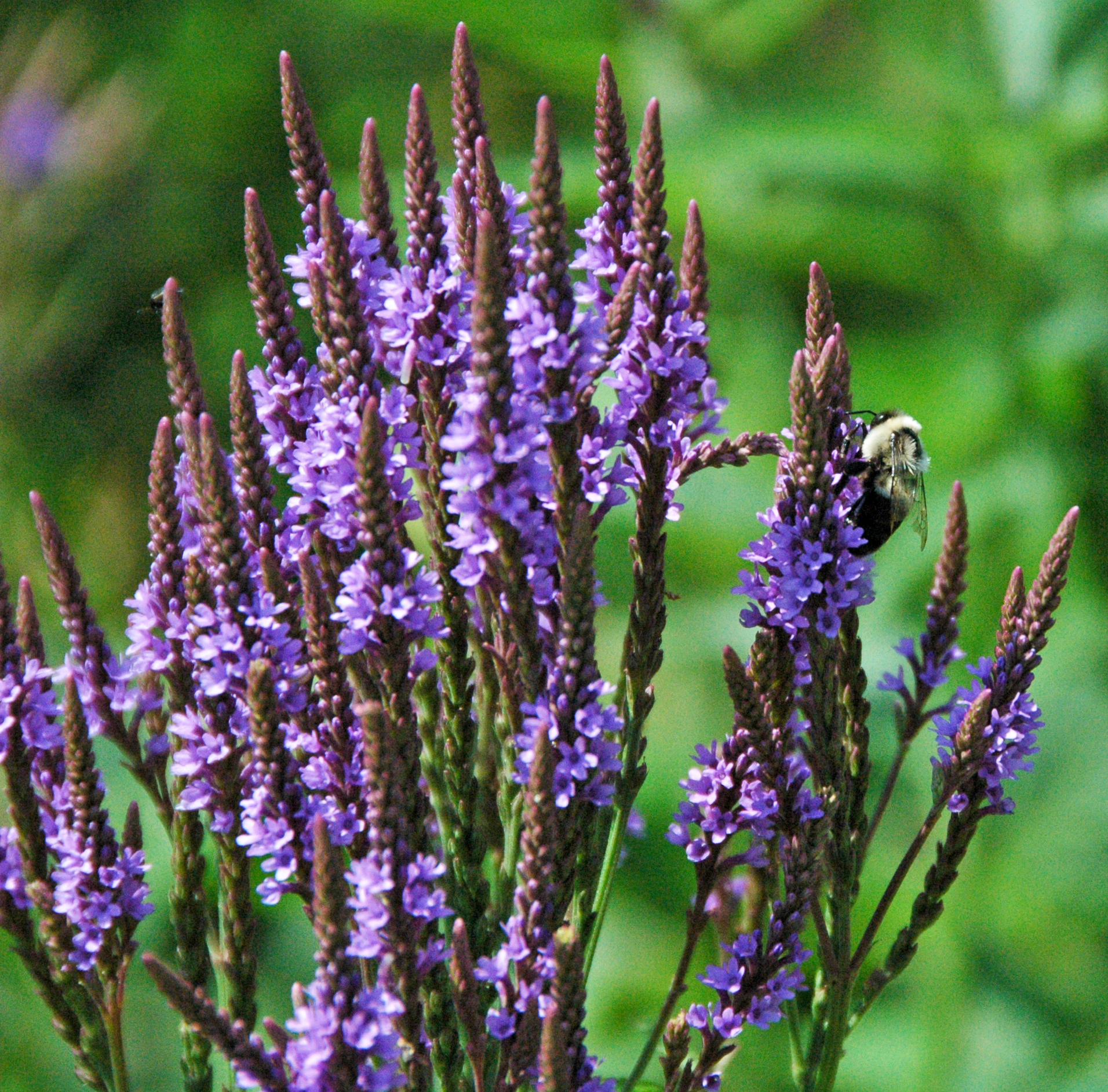
Květenství sporýše modrého